# Reflexões sobre a Vaidade dos Homens
Reflexões sobre a Vaidade dos Homens é um livro de Matias Aires. Publicado pela primeira vez em 1752, a obra conheceu mais três edições ainda na segunda metade do século XVIII (1761, 1778 e 1786). A obra apresenta inúmeros exemplos, em linguagem clara e fluente, em que os períodos compostos por subordinação raramente assumem estrutura labiríntica, o que parece decorrência da feição sentenciosa da sua frase: muitas orações ou períodos simples de Matias Aires são verdadeiras máximas.
Apesar de tão notável êxito editorial, a obra mergulhou no ostracismo durante toda a centúria seguinte e os princípios da atual. Até que Solidônio Leite (Clássicos Esquecidos, Rio de Janeiro, 1914) repôs Matias Aires no interesse público e dos estudiosos.
Nestor Vítor, atendendo ao chamado de Solidônio Leite, publicou ao jornal carioca Correio da Manhã (janeiro de 1914) três artigos acerca do autor de Reflexões. Uma edição fac-similar da obra veio completar a ressurreição do prosador paulista. Outra edição, com ortografia atualizada e inteligentemente prefaciada por Tristão de Ataíde, dada à estampa em 1942, ao mesmo tempo que outros estudiosos lhe dedicavam atenção, principalmente no que tange à biografia, consegrou-o em definitivo.
As Reflexões, em que se evidencia  o impacto do Eclesiastes, de La Rochefoucauld, Pascal, La Bruyère, Bossuet e Massillon, compõem-se de 163 fragmentos subordinados ao tema geral da vaidade. O moralista discute-o sob os mais variados pontos de vista, a saber: a vaidade é um vício, parece-se com o amor-próprio, a vaidade de ter juízo, de ter razão, de ter malícia, da solidão, a vaidade do medíocre, a vaidade do herói, da glória, da fortuna, do renome, do rei, da mulher, da beleza, etc. 

## Estudos
As vaidades podem, portanto, ser construtivas ou destrutivas; quando são construtivas, fundam-se no afeto, que em si mesmo é positivo, só se deturpandoo pela orientação vaidosa que recebe da inteligência; as vaidades destrutivas são as vaidades da inteligência orgulhosa, que levam o homem a uma pseudo-sabedoria e se reduzem a posturas pretensiosas.

As múltiplas vaidades que Matias Aires enumera podem, ser reduzidas a modalidades das vaidades positiva ou negativa, e distribuídas do seguinte modo:

Vaidades positivas ou construtivas:
- a) vaidade dos místicos: é a de se sentirem superiores aos outros por causa das boas obras que realizam. É construtiva, porque leva o homem a realizar benefícios aos outros e a si próprio;
- b) vaidade da ascese: que Matias Aires distingue da vaidade dos místicos – é a recusa do consôlo e procura da solidão para obter a admiração do mundo. É construtiva porque pode conduzir a uma real ascese e porque apresenta um modêlo de santidade que, mesmo não sendo subjetivamente verdadeiro, o é, para todos os efeitos, aos olhos do não asceta, servindo-lhe de exemplo;
- c) vaidade da honra: é a maior preocupação com a honra que com a vida: em conseqüência, maior preocupação com a opinião ou conceito que os outros têm da pessoa ou que a pessoa tem de si próprio que com a vida, dom maior, existência no ser. É construtiva na medida em que apresenta um código de conduta, orientado por certos valores morais, que serve para a grande maioria, permitindo, deste modo, a vida em sociedade;
- d) vaidade da ação heróica: é o desejo de imortalidade, pelas ações valorosas.  É uma vaidade inútil, porque, como diz Matias Aires, sempre houve combates e batalhas, vencidos e vencedores, na história no mundo. Pouco sabemos, no entanto, das maiores civilizações e seus heróis – no mundo tudo é fluxo, tudo está em contínua mudança, e os feitos se perdem num contorno nebuloso e pouco preciso.                                                                  É uma vaidade construtiva, porque leva os homens a realizarem obra civilizadora;

- e) vaidade do reconhecimento: é a daquêles que por confessarem o recebimento de um benefício, já consideram paga a dívida pela própria confissão. É construtiva, porque torna público o merecimento de alguém;
- f) vaidade da origem: surgiu da distinção entre o sangue vil e o sangue nobre, fundada não no sangue, mas no dinheiro. A vaidade da nobreza é a vaidade do luxo, é uma superstição formada de muitas vaidades. O sangue de todos os homens é igual, e as distinções estabelecidas entre sangue vil e nobre são pura vaidade. A nobreza é vã enquanto se funda em mitos, brasões e só pode merecer respeito, diz Matias Aires, quando é uma nobreza resultante da nobreza das ações. Neste caso, é qualidade pessoal, não hereditária, e depende do heroísmo de cada um. A vaidade da origem é uma vaidade construtiva enquanto fôr uma primeira sugestão, através das lendas, brazões e mitos do passado heróico, para a nobreza fundada na virtude individual e no espírito, conquistada pouco a pouco em cada um;

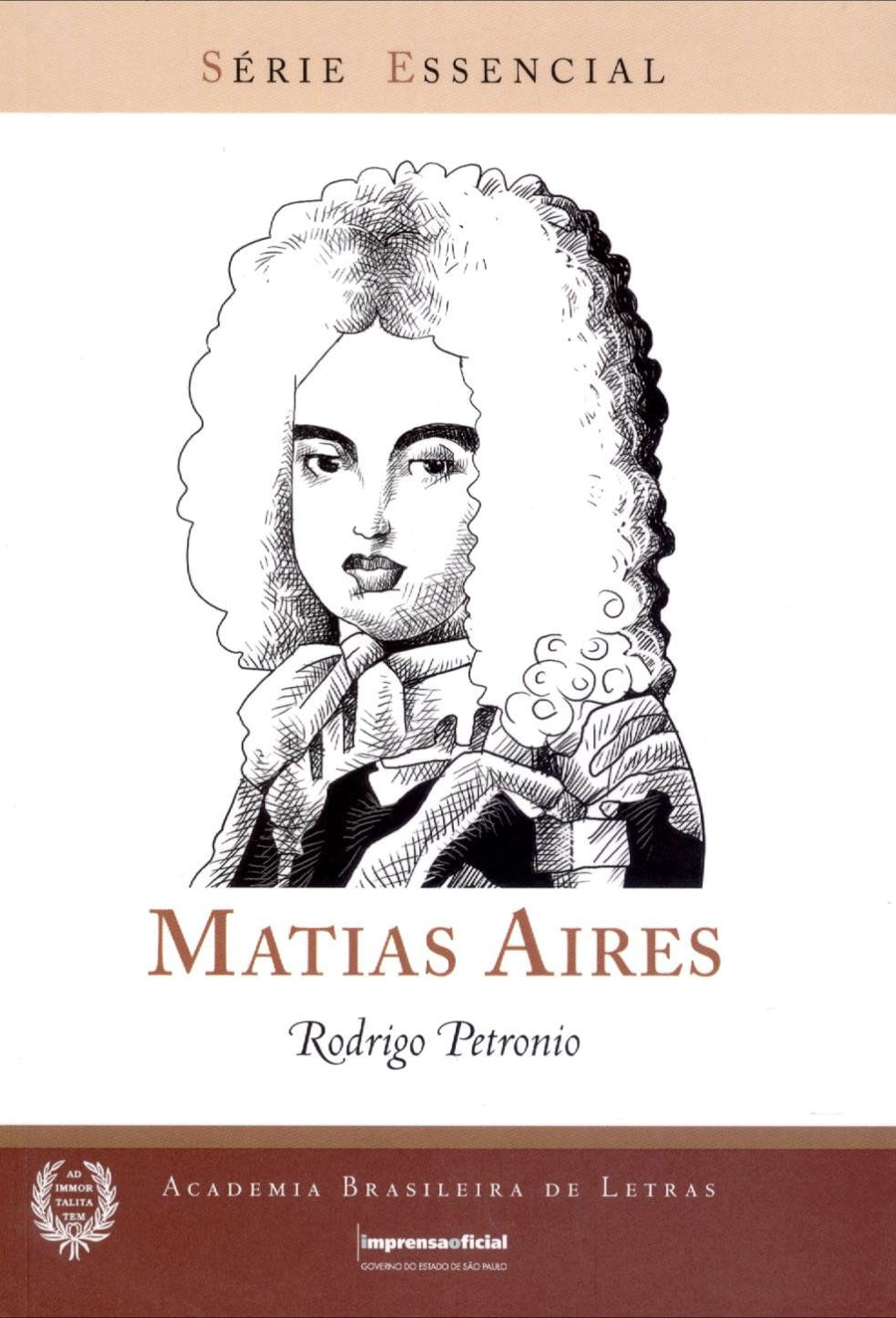
Capa do livro biográfico sobre Matias Aires.